# میتسوبیشی دیگنیتی
میتسوبیشی دیگنیتی (Mitsubishi Dignity) خودرویی است که در سال‌های ۱۹۹۹ تا ۲۰۰۱تولید شده‌است.
این خودرو در کلاس خودرو لوکس قرار گرفته و طراحی آن خودروهای موتور جلو-محور جلو بوده است. سیستم جعبه‌دندهٔ آن ۵ دنده به صورت خودکار است.